# AMC (kênh truyền hình)

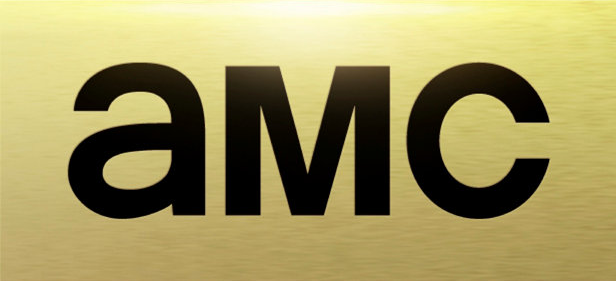
Logo của AMC

AMC là một kênh truyền hình cáp trả tiền với nội dung phát sóng chủ yếu là các bộ phim cùng một số ít chương trình khác do kênh đầu tư sản xuất. Khoảng thời gian kể từ năm 1984 đến 2001, tên của kênh được hiểu là viết tắt của cụm từ American Movie Classics, bắt nguồn từ việc nội dung phát sóng chính của kênh là những bộ phim cổ điển của Mỹ kể từ thập nhiên 80' trở về trước, được kênh mua lại bản quyền. Tuy nhiên, bắt đầu từ năm 2002 trở đi, phần tên đầy đủ này của kênh đã không còn được nhấn mạnh do sự thay đổi lớn trong nội dung phát sóng của kênh, AMC đã bắt đầu đầu tư tự sản xuất những chương trình của riêng kênh.
AMC trực thuộc tập đoàn giải trí AMC Networks và bắt đầu được lên sóng từ ngày 1/10/1984. Đây là kênh truyền hình chính thức đầu tư sản xuất và phát sóng series phim The Walking Dead, vốn được dựa trên bộ truyện tranh cùng tên của Robert Kirkman.

## Liên kết
- Trang web chính thức
- Trang Wikipedia
- Trang IMDb
- Facebook chính thức
- Twitter chính thức